# Théâtre des Champs Élysées

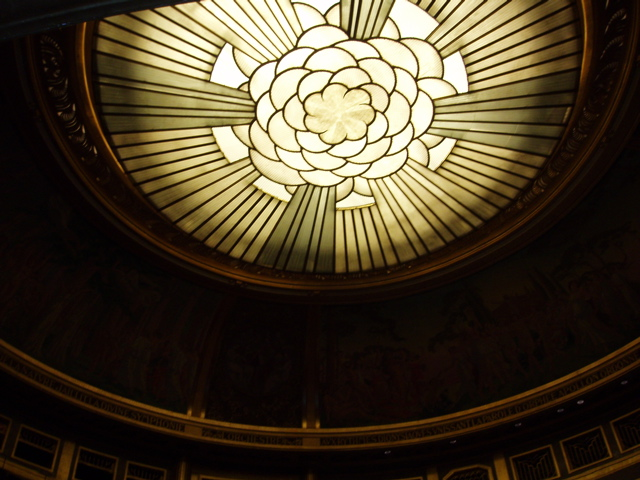
Wnętrze głównej sali w Théâtre des Champs-Élysées

Théâtre des Champs-Élysées – teatr w Paryżu (Francja), zaprojektowany przez Auguste Perreta, znany jako miejsce skandalu związanego z prawykonaniem Święta wiosny Igora Strawinskiego w 1913. Pomimo swojej nazwy, nie znajduje się na Avenue des Champs-Élysées, ale na Avenue Montaigne, pod numerem 15, w dzielnicy VIII.

## Historia
Teatr został ukończony w 1913, jako jeden z głównych przykładów Art déco w Paryżu. Jest to dzieło architekta Auguste Perreta, z zewnątrz zdobiony płaskorzeźbami przez Antoine Bourdellea. Kopuły wykonał Maurice Denis, a obrazy wewnątrz Édouard Vuillard. Kurtyny są dziełem Xaviera Roussela. Było to pierwsze większe dzieło architektoniczne na świecie wykonane całkowicie w betonie.
Teatr został założony przez dziennikarza i impresario Gabriela Astruca, z myślą o zapewnieniu miejsca nadającego się do wykonywania współczesnej muzyki, tańca i opery, w odróżnieniu od tradycyjnych, konserwatywnych instytucji tamtych czasów, jak na przykład Opery Paryskiej. W związku z tym wystawiono tam m.in. Święto wiosny Igora Strawinskiego – jedno z najbardziej przełomowych dzieł baletowych XX w.
Mimo że teatr pozostaje prywatny, jest sponsorowany przez państwową organizację finansową Caisse des dépôts et consignations, która jest właścicielem budynku od 1970.

## Wykorzystanie
Obecnie wystawiane są z reguły trzy spektakle teatralne w roku, przedstawienia muzyczne i koncerty filharmoniczne. Ponadto odbywają się tutaj wykonania muzyki kameralnej, a nawet koncerty pop.
W tym samym budynku mieszczą się także mniejsze teatry – Comédie des Champs-Élysées (na 3 piętrze) i Studio des Champs-Élysées (na 5 piętrze).
Ceny biletów na główne przedstawienia bywają bardzo duże (na główną scenę ceny mogą dochodzić nawet do 150 € za najlepsze miejsca – dane na kwiecień 2006). Avenue Montaigne jest jedną z najbardziej ekskluzywnych ulic w Paryżu – jest ulicą partnerską dla Madison Avenue na Manhattanie w Nowym Jorku.
Teatr, zarówno na zewnątrz i wewnątrz, został pokazany w szpiegowskim filmie Le silencieux z 1973 z Lino Venturą.